# Orahova (Gradiška)
Pour les articles homonymes, voir Orahova.
Orahova (en serbe cyrillique : Орахова) est une localité de Bosnie-Herzégovine. Elle est située dans la municipalité de Gradiška et dans la république serbe de Bosnie. Selon les premiers résultats du recensement bosnien de 2013, elle compte 2 548 habitants.

## Démographie

### Évolution historique de la population dans la localité
| 1948 | 1953 | 1961  | 1971  | 1981  | 1991  | 2013  |
| ---- | ---- | ----- | ----- | ----- | ----- | ----- |
| -    | -    | 2 186 | 2 383 | 2 549 | 2 479 | 2 548 |

|  |